# Carolina Herrera

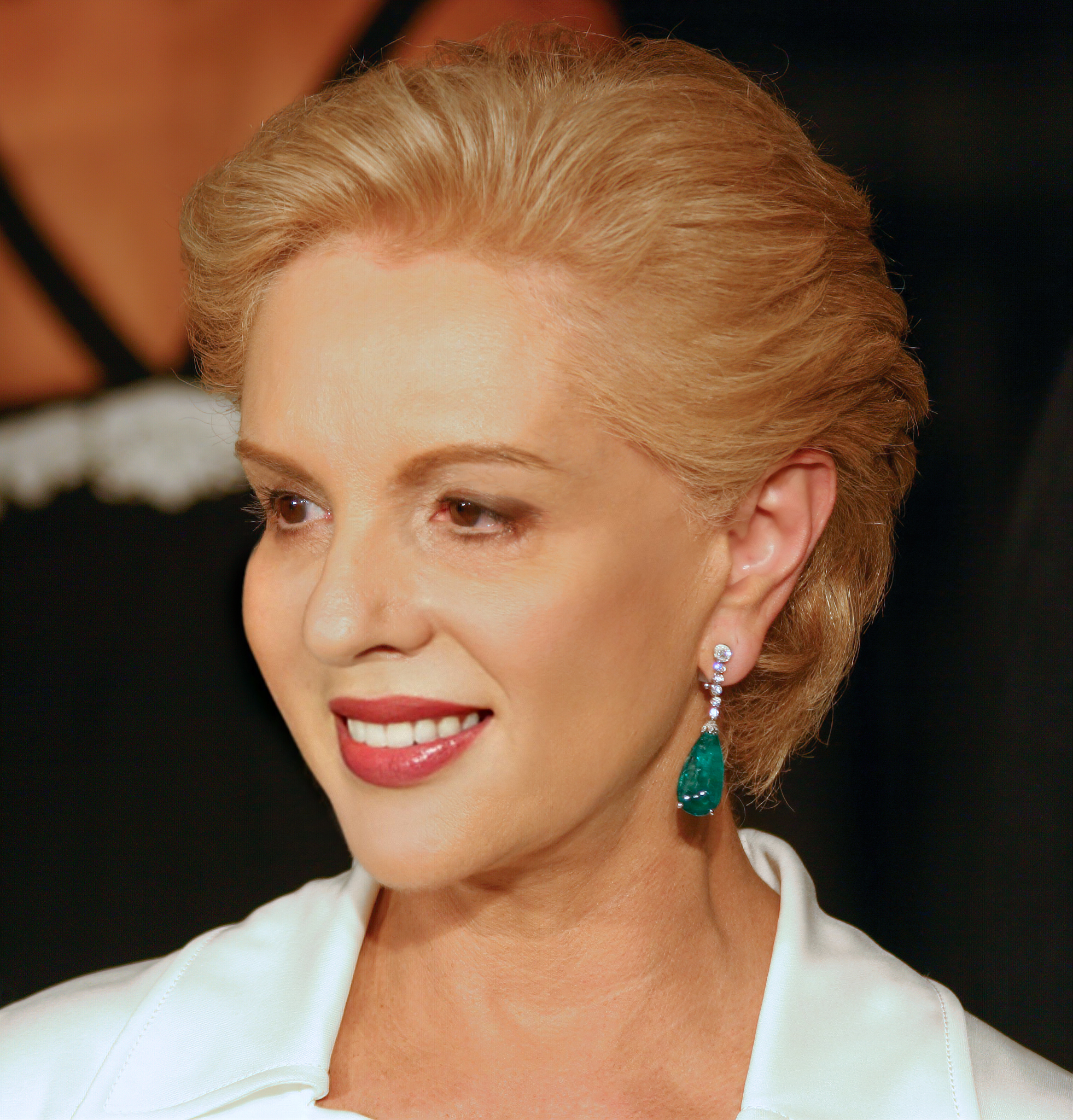
Carolina Herrera, 2007

María Carolina Josefina Herrera, geborene Pacanins y Niño (* 8. Januar 1939 in Caracas), ist eine venezolanisch-amerikanische Modedesignerin und Unternehmerin, die das nach ihr benannte Modeunternehmen 1981 in den USA gründete.
Carolina Herreras Mode wird als klassisch-elegant beschrieben. Sie ist bekannt für stilvolle Abendroben und farbenfrohe Entwürfe. Ein für sie selbst typisches Outfit ist die weiße Bluse, die sie in ihren Kollektionen zahlreich variiert, kombiniert mit einem schwarzen Rock.

## Werdegang

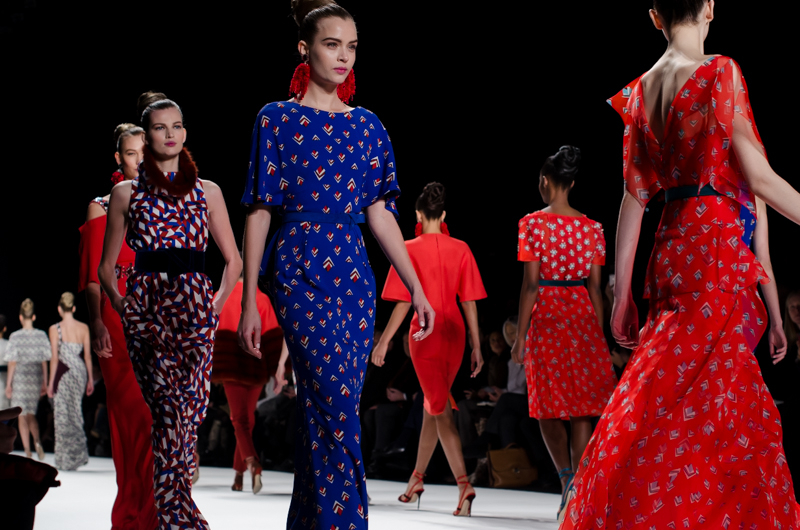
Kollektion Herbst/Winter 2013/14

Carolina Herrera entstammt einer wohlhabenden venezolanischen Familie. 
Ihre Karriere begann als Referentin für Emilio Pucci, einem Freund der Familie, in Caracas. In den 1970er Jahren gehörte Herrera zum New Yorker Jetset und verkehrte regelmäßig im Studio 54. Zu ihren Bekannten zählte Andy Warhol, der sie 1978 porträtierte. Mit ihrem zweiten Ehemann und ihren Töchtern zog Herrera 1980 nach New York, wo sie auf Anraten von Freunden, darunter Diana Vreeland, und mit Unterstützung eines Investors aus Caracas 1980 eine erste kleine Kollektion von Kleidern präsentierte. 
Herrera ist seit 1968 in zweiter Ehe mit dem Fernsehmoderator Reinaldo Herrera Guevara verheiratet und hat vier Töchter, davon zwei aus erster Ehe mit einem venezolanischen Großgrundbesitzer. 
Seit Anfang der 1980er Jahre lebt sie in New York City. 2009 nahm Herrera die US-amerikanische Staatsbürgerschaft an.

## Unternehmen

Markenlogo der Hauptlinie

Herrera gründete 1981 in New York die Carolina Herrera Ltd. International bekannt wurde Herrera als Ausstatterin von Jacqueline Kennedy Onassis. 1986 entwarf sie Caroline Kennedys Hochzeitskleid. In den folgenden Jahren stattete sie weitere First Ladies aus, darunter Laura Bush, Michelle Obama, und Melania Trump. 
1987 begann Herrera eine Zusammenarbeit mit dem spanischen Kosmetikkonzern Puig bezüglich der Herstellung von Parfüm. Im selben Jahr kam eine umfangreiche Brautmodenkollektion zum Herrera-Portfolio hinzu. 1995 übernahm der Puig-Konzern, zu dem auch die Designer-Marken Paco Rabanne und Nina Ricci gehören, das Unternehmen Herrera (Mode- und Parfümsparte), Herrera blieb jedoch Chefdesignerin. 2001 wurde zunächst in Spanien die Zweitlinie CH Carolina Herrera etabliert, die auch Herrenmode umfasst und ab 2008 international eingeführt wurde. 
Ende 2011 existierten weltweit ca. 50 Geschäfte unter dem Namen der Zweitlinie CH Carolina Herrera; hinzu kamen über 150 Shops-in-Shop in Kaufhäusern. 2010 wurde in London ein Flagshipstore eröffnet; 2011 folgte eine Filiale in Paris. Anfang 2016 waren es 129 CH-Ladengeschäfte.
Herrera gab im Februar 2018 ihren Posten als Chefdesignerin an den US-amerikanischen Modedesigner Wes Gordon (* 1987) ab, bleibt dem Haus aber als Markenbotschafterin verbunden.

## Auszeichnungen (Auswahl)
- 2004: CFDA als Damenmode-Designerin des Jahres
- 2005: Medalla de Oro al mérito en las Bellas Artes (Verdienstmedaille in Gold der Schönen Künste), überreicht durch Juan Carlos I.
- 2007: Goldmedaille des Queen Sofía Spanish Institute, New York
- 2008: CFDA für ihr Lebenswerk
- 2012: Style (Network) Awards: Designer des Jahres
- 2012: Fashion Group International: Superstar